# 栃木市剣道場
栃木市剣道場（とちぎしけんどうじょう）は、栃木県栃木市万町にある剣道場。武徳殿の名称がある。

## 歴史
当地の武徳殿は旧宇都宮藩士の藤田高綱によって設立された。建物は1911年築の木造平屋建てで延べ床面積約164平方メートル。
- 1911年 - 建築[2]
- 1944年 - 栃木市に寄贈[2]
- 1955年 - 床の張り替え工事を実施[2]
- 2009年 - 梁などの補強工事を実施[2]

2020年12月、栃木市は武徳殿を廃止する方針を示し、栃木市立栃木東中学校の武道場の利用を促す方針を発表した。しかし、栃木市剣道連盟による署名活動など存続の要望があり、2022年3月に存続の方針に転換された。